# 龍帝 -DRAGON EMPEROR-
『龍帝 -DRAGON EMPEROR-』（りゅうてい ドラゴン エンペラー）は、原作：市原剛、作画：今野直樹による日本の漫画作品、およびそれを原作とした映画作品。漫画は2012年（平成24年）の7月3日号より2012年11月20日号まで『漫画サンデー』（実業之日本社）にて連載された。

## 登場人物
響一輝（ひびき いっき）
本作の主人公。新宿歌舞伎町の一画で「フォトショップ一輝」を営むカメラマンで、その腕前は歌舞伎町ナンバー1と評判。
常連客はホストやキャバ嬢が多く、何でも相談に乗ってくれる良き兄貴分。
実はその正体は戦後の動乱期より、闇社会の頂点に君臨する謎の黒幕（フィクサー）、『龍帝』の三代目。
先代から受け継いだ神龍の宝剣で裏の秩序を乱す輩を闇に葬り去る。
実は幼い頃、二代目龍帝に拾われた孤児で、先代の実子・慶と兄弟同然に育てられる。
堀内ミサ（ほりうち ミサ）
歌舞伎町のキャバ嬢であったが、店長に麻薬密売を強要され逃走。間一髪のところを一輝に助けられ、以後フォトスタジオのアシスタントとなる。
龍帝の正体が実は一輝ではないかと疑っているが、確証は掴めていない。
ルナ
カリスマ・ヘアメイクとしてモデル業界で有名。妖艶な美女。
その正体は龍帝直属諜報機関「八龍傑」の一人。
李（り）
新宿歌舞伎町で台湾料理屋「龍仙楼」を営む在日台湾華僑二世。
見かけはただのエロじじいだが、実はその正体は初代龍帝時代より仕えている腹心。
東郷謙三（とうごう けんぞう）
警察庁警備局公安課課長。『龍帝』の正体を知る数少ない人物の一人。
国家の治安を護る為、表沙汰に出来ない事件の解決を『龍帝』に依頼する。
奥平誠司（おくひら せいじ）
警視庁新宿歌舞伎町署生活安全課警部補。『龍帝』の名を騙り、押収品の麻薬をキャバクラ店長の藤岡に横流し売り捌かせていたが、本物の一輝によって粛清される。
藤岡（ふじおか）
キャバクラの店長。裏では奥平から横流しされた押収品の麻薬を密売。しかし、その事実を知るミサに逃げられ執拗に追っていたが、口封じに奥平に射殺される。
石川杏（いしかわ あん）
デリヘル嬢のバイトをしながら、将来は漫画家を目指す美大生。東京都知事の掲げる「歌舞伎町カジノタワー構想」の利権に絡む事件に巻き込まれ、執拗に命狙われる。
岩倉進一郎（いわくら しんいちろう）
東京都知事。日本経済の復興を訴え、東京から日本を変えると「歌舞伎町カジノタワー構想」を宣言する。
暴力団排除条例を唱えながら、裏ではヤクザと癒着している。
大蛇勇吾（おろち ゆうご）
二代目大蛇組組長。若くてキレると評判の新宿歌舞伎町区役所通りに事務所を構える武闘派ヤクザ。
東京都知事との癒着をルポライターに嗅ぎつけられ、殺し屋を差し向ける。
陣内豊（じんない ゆたか）
大蛇に雇われた凄腕の暗殺者。元陸上自衛隊第一空挺団所属であったが、麻薬に溺れ服役。出所後、大蛇に拾われる。
鴉間翔士（からすま しょうじ）
「夜叉鴉」の異名を持つ元は大阪ミナミを根城とする暴走族のヘッド。
関東進出を企む関西最大のヤクザ組織「覇神会」の尖兵として、関東ヤクザ相手に暴れ回る。
ペットの遺体などを処理する移動火葬車を改造し、密かに人の死体を処理する裏稼業を営んでいる。
赤池遼（あかいけ りょう）
鴉間の相棒。異常な性癖を持ち、甘いマスクを餌に女を釣っては喰いモノにするゲス野郎。
脇谷（わきや）
覇神会新宿支部長として大阪から派遣された鴉間の監視役。
『龍帝』の逆鱗に触れ、生首となって大阪の覇神会会長に届けられる。
神能忠嗣（じんのう ただつぐ）
大阪に本拠地を持つ関西最大のヤクザ組織「五代目覇神会」会長。水面下で日本完全制覇を目論む謀略家にして野心家。
獅子尾猛将（ししお たけまさ）
関東最大のヤクザ組織「獅子王会」会長。昭和最後の侠客と恐れられた人物。『龍帝』とは代々協力関係。
黒尖慶（くろさき けい）
覇神会客分。先代龍帝の実子。一輝とは兄弟同然に育てられる。
かつて『龍帝』の跡目から外されたが、覇神会を利用して、その地位を狙い暗躍している。
叶瑞帆（かのう みずほ）
「龍仙楼」の近所の小料理屋の娘。実は獅子王会会長の隠し子。
謎の狙撃者に狙われ、重傷を負ってしまう。
大牙鋭（たいが さとし）
通称「牙」の異名を持つ全国各地のヤクザ抗争で暗躍してきた凄腕の暗殺者。
謎の依頼人に雇われ、瑞帆を狙撃する。
巽真一（たつみ しんいち）
獅子王会本部長・三代目天狼一家総長。獅子尾会長の懐刀と呼ばれるキレ者。
経済ヤクザとして、獅子王会を関東最大にまでにしたのは彼の手腕によるものと言っても過言ではない。
獅子尾猛（ししお たけし）
獅子王会理事長・二代目獅子尾組組長。
獅子尾会長の実子だが、跡目を実力者の巽に奪われる事を恐れていたところ、覇神会客分の黒尖にそそのかされ、凶行に及ぶ。
黒尖鉱（くろさき こう）
二代目龍帝。慶の実父。一輝の養父。
先代の遺志を継ぎ、闇社会の秩序を護りながら、犯罪被害者の保護、後継者の育成に尽力。
初代龍帝（しょだいりゅうてい）
かつて戦後の動乱期、無法と化した歌舞伎町を鎮め、闇社会の頂点に君臨した謎の黒幕（フィクサー）。
華僑の流れを汲むと言われているが、正体は一切不明。その影響力は現在も尚、闇社会のみならず、警察機構や政財界にも及んでいるという伝説の侠（おとこ）。

## 映画版
2016年10月15日公開。龍帝プロジェクト製作。原作者・市原剛が自らメガホンをとり、その企画に賛同した平松伸二、藤沢とおる、にわのまこと、巻来功士、御茶漬海苔、山田ゴロら多数の漫画家仲間たちがゲスト出演している。また、「宇宙刑事シャリバン」の渡洋史が初代龍帝役、「宇宙刑事ギャバン」の大葉健二が二代目龍帝役で特別出演している。

### キャスト
- 大葉健二（特別出演） - 黒尖鉱（二代目龍帝）
- 渡洋史（特別出演） - 初代龍帝
- 藤沢とおる - 鬼塚龍二（獅子王会理事長 鬼塚組組長）
- にわのまこと - 真島勲（獅子王会理事 二代目陣内組組長）
- 巻来功士 - 榊原将臣（獅子王会常任理事 榊原組組長）
- 高岩ヨシヒロ - 井伊尚矩（獅子王会理事 井伊組組長）
- 渡辺保裕 - 武田旭（獅子王会理事 武田組組長）
- 御茶漬海苔 - 松柴康秀（獅子王会本部長補佐 松柴会会長）
- 童夢梨乃 （友情出演）
- のむらしんぼ（友情出演）
- 三浦みつる（友情出演）
- 今野直樹（友情出演）
- 山田ゴロ（特別出演） - 獅子尾猛将（獅子王会会長）
- 平松伸二（特別出演） - 神能忠嗣（五代目覇神会会長）
- 石原唯斗 - 響一輝（三代目龍帝）
- 長島瑞穂 - 堀内ミサ
- 松田望 - 紫咲ルナ
- 若松由莉 - 杏菜
- 汐美茉琴 - 摩利
- 兎味ペロリナ - 紅璃
- 神梛めい - メイ
- 鈴波どれみ - 来夢
- 田中さえ - 蛍
- 熊沢陸斗 - 黒尖慶
- 前田けゑ - 鳥居大吾（獅子王会理事　鳥居組組長）
- 白井光浩 - 石川照夫（獅子王会松柴会舎弟頭 石川組組長）
- 東二 - 本多晋（獅子王会松柴会若頭補佐 本多組組長）
- 真柴幸平 - 時津義久（五代目覇神会本部長 時津組組長）
- 鳴海剛 - 巽真一（獅子王会本部長 三代目天狼一家総長）
- 麻生敬太郎 - 李小虎
- 滝川拳 - 東郷謙三（警察庁警備局公安課課長）
- 齊藤志穂 - 鳳妃
- 須永ちえり - 蒼梟
- 北岡龍貴（友情出演） - リュウガ
- 市原剛 - 舘川猛士（五代目覇神会新宿支部長 舘川組組長）

### スタッフ
- 監督：市原剛
- 原作：市原剛、今野直樹（実業之日本社刊）
- 企画・脚本：市原剛
- 共同脚本：今野直樹
- 製作：市原剛、IKUE、堀越健介、伊藤敬、奥野裕介、林真樹、小野知久、泊佳弘、MARONY
- プロデューサー：市原剛、御茶漬海苔、田口修吾、MARONY
- ラインプロデューサー：小原剛
- 撮影監督：今井哲郎
- 音楽監督：HAYATO KISHIMOTO
- 音楽制作：Alchemy＋
- 編集：松木朗
- 武術指導クルー：剛家班（市原剛・齊藤志穂）
- 武術指導協力：北岡龍貴、小原剛、渡洋史
- ガンエフェクト：稲葉司
- スチール：藤居大輔
- 特別協力：実業之日本社
- 制作協力：御茶工房、OHARA BROS.
- 制作プロダクション：GO'S PROJECT FILMS
- 製作：龍帝プロジェクト

### 主題歌
- 主題歌 - DEAD P☆P STARS：「BAD MEN」（Anarchist Records）
- 挿入歌 - HAYATO KISHIMOTO :「楽園」「Switchblade smile」、 吉良花鶏 : 「Scarlet Rose」

## 関連商品
DVD
発売・販売：リバプールより2017年2月23日LOWSON限定先行発売。
本編63分、リージョンナンバー2(NTSC・日本市場向け)